# Karel Kramář
 (octobre 2019).
Si vous disposez d'ouvrages ou d'articles de référence ou si vous connaissez des sites web de qualité traitant du thème abordé ici, merci de compléter l'article en donnant les références utiles à sa vérifiabilité et en les liant à la section « Notes et références ».
Karel Kramář (né le 27 décembre 1860 à Vysoké nad Jizerou et décédé le 26 mai 1937 à Prague) est un homme politique tchèque, premier président du conseil de la Tchécoslovaquie.
Il est toutefois devenu obscur en partie à cause de ses opinions en politique étrangère, favorable à la Russie impériale mais hostile à l'Allemagne, à l'Autriche et à l'Union soviétique.

## Biographie

### Jeunesse et études
Kramář étudie le droit à Prague et les sciences politiques à l'École libre des sciences politiques.

### Avant-guerre
Il s'engage très rapidement dans la politique. En 1899, il participe à la création du Parti réaliste avec Tomáš Masaryk, mais le parti éclate rapidement en raison de leurs points de vue différents sur les relations internationales.
En 1891, il est élu au Reichsrat, le parlement autrichien, en tant que membre du Parti des jeunes Tchèques et devient bientôt le chef du parti. Il obtient des positions de plus en plus élevées au sein du parlement et s'occupe notamment de politique étrangère, bien que les députés tchèques s'y rarement engagé.
Panslaviste, Kramář pense que l'alliance avec la Russie impériale est le meilleur moyen pour les Tchèques d'obtenir leur autonomie. En cela, il s'oppose à Masaryk, qui est beaucoup plus tourné vers l'Europe de l'Ouest et vers les États-Unis.
Lors d'un voyage en Russie, il rencontre sa future épouse, qui aura une grande influence sur son action politique. Mariée dans la richissime famille Abrikossov et est elle-même issue des Khloudov, famille d'industriels fortunés de Moscou, ils doivent donc cacher cette relation pendant près de dix ans, jusqu'à l'obtention du divorce.

## Première Guerre mondiale
Pendant la Première Guerre mondiale, il est accusé de trahison par les autorités autrichiennes et condamné à mort par un tribunal militaire, peine commuée par l'empereur François-Joseph Ier à 15 ans de prison.
Il comprend mal comment un homme politique peut être ainsi emprisonné et condamné. Cette peine galvanise l'opinion nationaliste tchèque. L'empereur Charles Ier d'Autriche lui accorde son amnistie en 1917.

## Après-guerre
Lors de la naissance de la Tchécoslovaquie, il reconnaît l'autorité de son adversaire Masaryk en tant que président. Kramář devient lui-même président du conseil. Il est également le leader du parti démocratique national (Československá národní demokracie) de la Tchécoslovaquie.
Pendant toute la durée de son gouvernement, Kramář est en France et participe à la Conférence de paix de Paris (1919). Il dirige son gouvernement par lettres, mais il tombe donc très rapidement. À son retour de Paris, il n'est plus que député et n'obtient plus de hautes fonctions.
En mai 1919, un anarchiste, Alois Šťastný, tente de l'assassiner.
Pendant les années 1920, il aide énormément les Russes exilés en Tchécoslovaquie à la suite de la Révolution bolchévique. Il s'oppose à la reconnaissance de l'Union soviétique par la Tchécoslovaquie.
Il meurt en 1937, peu après son épouse.